# ルイージ・サバテッリ
ルイージ・サバテッリ（Luigi Sabatelli、1772年2月21日 - 1850年1月29日）はイタリアの画家、版画家である。ミラノのブレラ美術アカデミーの教授も務めた。

## 略歴
フィレンツェで生まれた。フィレンツェの美術学校(Accademia di belle arti di Firenze) で学んだ。ドミニク・アングルに影響を受けた新古典派からロマン主義へ移る時代の画家である。

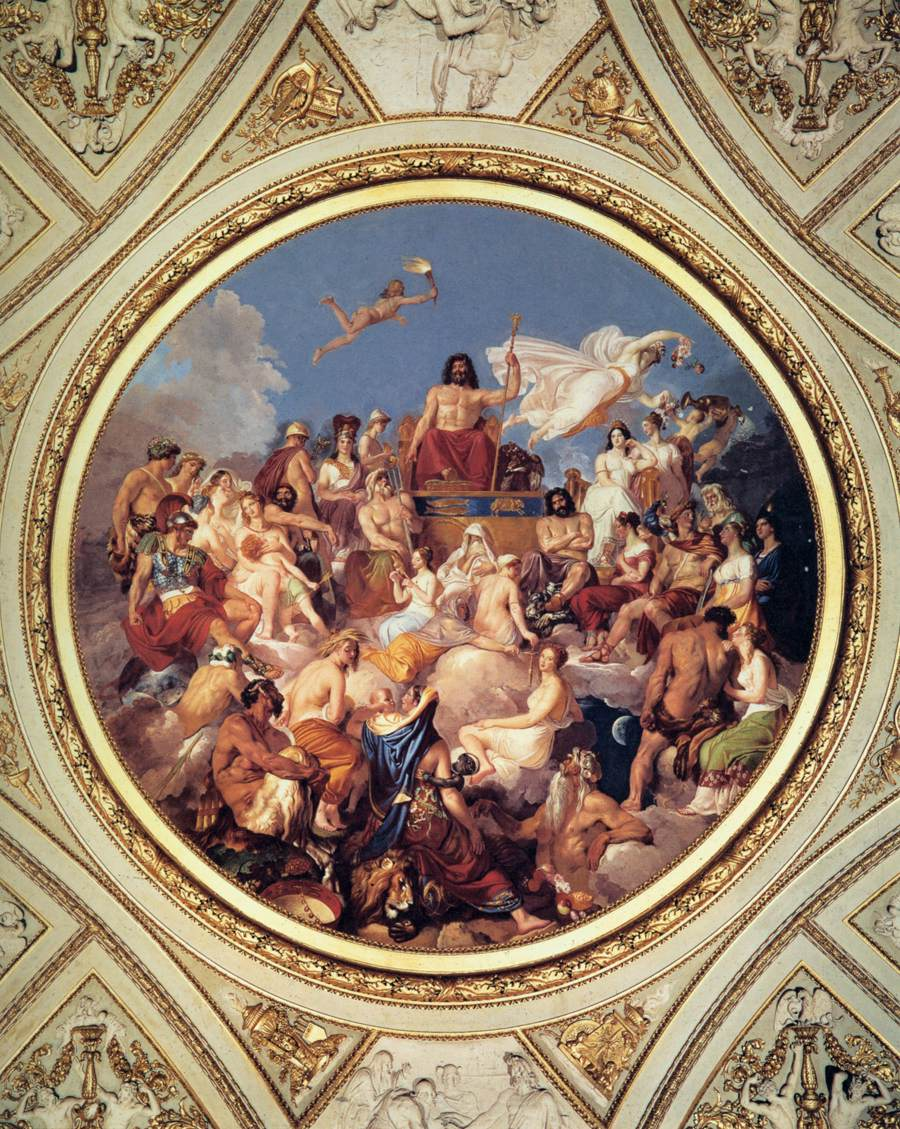
ピッティ宮殿の装飾画

フランス帝国の衛星国家、エトルリア王国の王妃、マリーア・ルイーザ・ディ・スパーニャの宮廷画家となり、フィレンツェのピッティ宮殿やフィレンツェの教会の装飾画を描いた。版画家としても聖書を題材にした作品やペストの流行を描いた作品で知られている。
1808年から、亡くなる1850年までミラノのブレラ美術アカデミーで教授を務めた。教えた画家には Carlo Arientiや Giuseppe Sogni、 Luigi Pedrazzi, Giuseppe Penuti、 Michelangelo Fumagalli、Giacomo Marinez、 Girolamo Daverio Luzzi、 Giulio Arrivabene、 Alessandro Duriniらがいる。
息子のガエターノ・サバテッリ(Gaetano Sabatelli:1820–1893) も画家になった。

## 作品

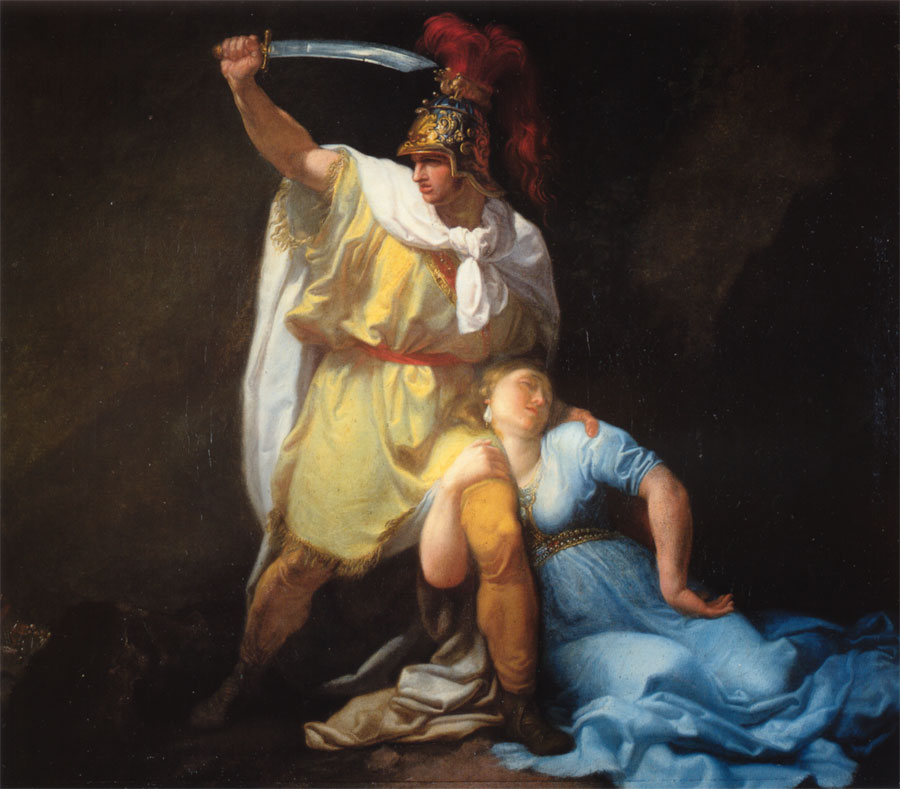
妻ゼノビアを殺そうとするラダミストゥス
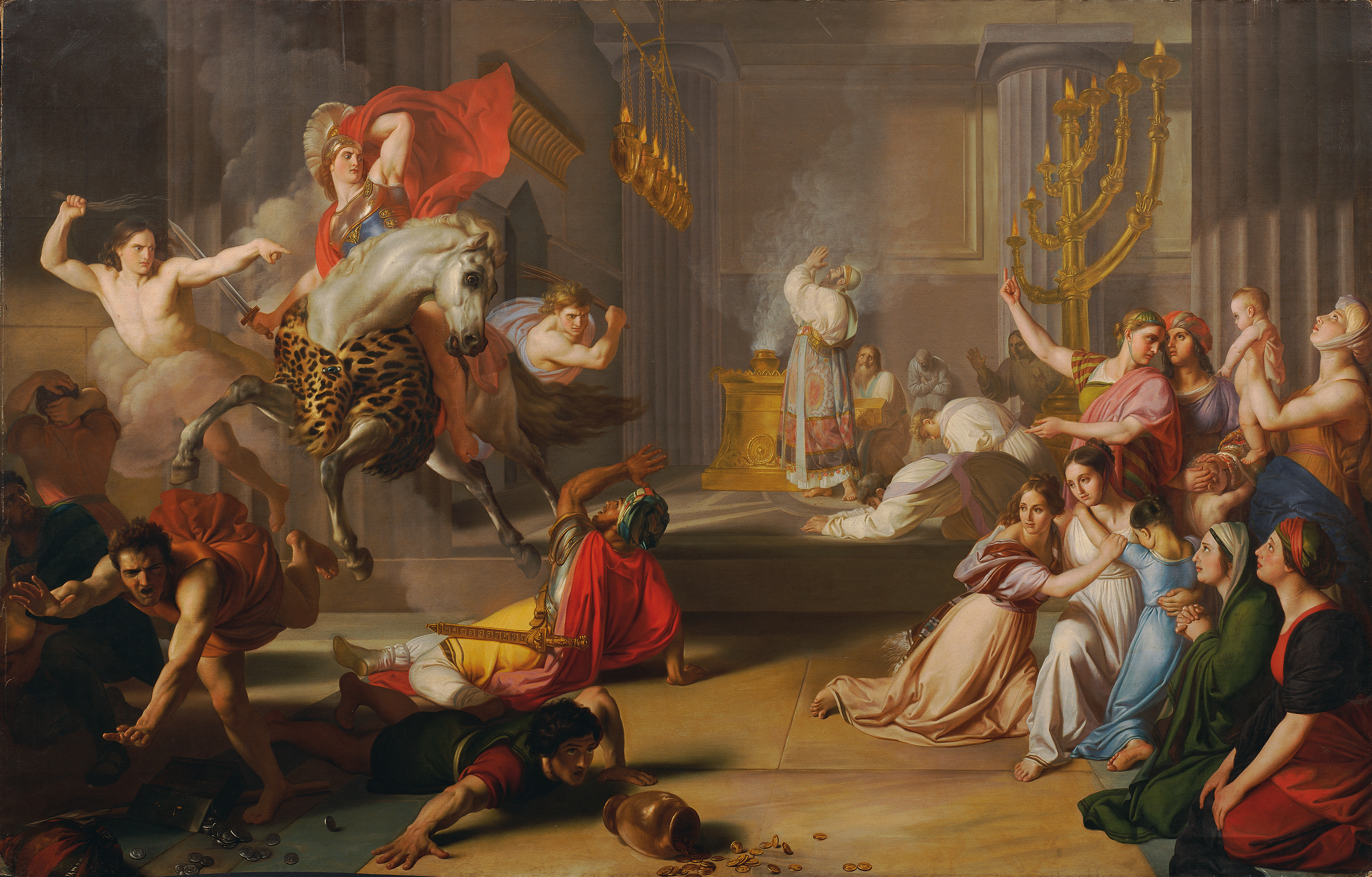
神殿から放逐されるヘリオドロス
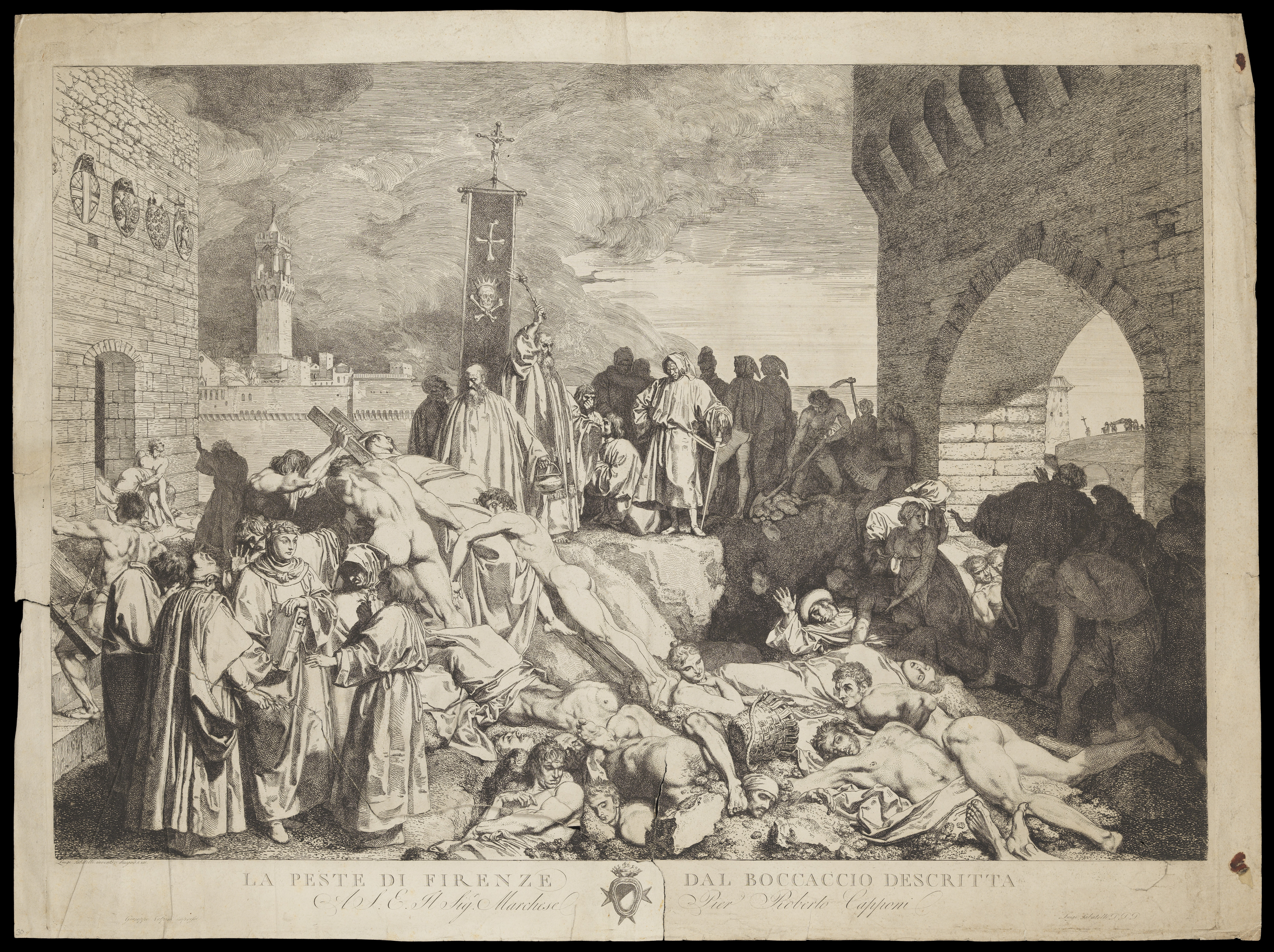
1348年のフィレンツェの疫病